# 晴れの日 (稲森寿世の曲)
『晴れの日』（はれのひ）は、稲森寿世の3枚目のシングル。

## CD・DVD収録曲
1. 晴れの日 - (5:37)
作詞：安藤裕子 / 作曲・編曲：冨田恵一
2. Girls Style〜Livetune Remix〜 - (6:42)
作詞：苺 / hisayo. / 作曲：HIROSHI KIM / 編曲：冨田恵一
livetuneによる1stシングル『GIRLS STYLE』のリミックス。
3. Heavenly Sweet〜Deckstream Remix〜 - (4:28)
作詞：hisayo＋LINDEN / 作曲：冨田恵一
Deckstreamによる2ndシングル『Heavenly Sweet』のリミックス。
4. 晴れの日 (Instrumental) - (5:37)

### DVD
1. 晴れの日 (MUSIC VIDEO)
2. 晴れの日(メイキング映像)

## タイアップ
- 晴れの日
  - 日本テレビ系『音楽戦士 MUSIC FIGHTER』2009年3月POWER PLAY